# Mol
Mol (skrót od molekuła) – podstawowa w układzie SI jednostka liczności materii o symbolu (oznaczeniu) mol.
Jeden mol zawiera dokładnie {\displaystyle 6{,}02214076\cdot 10^{23}} obiektów elementarnych. Liczba ta jest nazywana liczbą Avogadra.
Definicja ta została zaaprobowana w listopadzie 2018 r., zmieniając starą definicję mola opartą na liczbie atomów w 12 gramach węgla 12C. Przed 20 maja 2019 roku, kiedy definicja ta weszła w życie, przyjmowano, że jeden mol jest to liczność materii układu zawierającego liczbę cząstek (np. atomów, cząsteczek, jonów, elektronów i innych indywiduów chemicznych) równą liczbie atomów zawartych w dokładnie 0,012 kilograma izotopu węgla 12C (przy założeniu, że węgiel jest w stanie niezwiązanym chemicznie, w spoczynku, a jego atomy nie znajdują się w stanie wzbudzenia). Wyznaczona w ten sposób liczba była rezultatem pomiaru i obarczona była niepewnością pomiarową. Niedogodność ta została usunięta i w obecnej definicji mol odpowiada dokładnie znanej liczbie obiektów. Ponadto nowa definicja mola i wartość stałej Avogadra nie są już zależne od definicji kilograma.
Mol jest jednostką bezwymiarową, podobnie jak inne jednostki miary liczności, jak np. tuzin, mendel, kopa czy gros. Jednak, w przeciwieństwie do jednostek typu „tuzin”, użycie mola, ze względu na jego wielkość, jest ograniczone do zliczania obiektów mikroskopowych.

## Wyznaczanie liczności materii w molach
Jeżeli substancją jest pierwiastek lub związek chemiczny, o określonej masie molowej μ (substancja chemiczna), wówczas liczność materii w molach, zazwyczaj oznaczana symbolem n, jest równa:
{\displaystyle n={\frac {m}{\mu }}}
gdzie m jest masą substancji.
Liczność materii w molach można wyrazić również wzorem:
{\displaystyle n={\frac {N}{N_{A}}}}
gdzie N jest całkowitą liczbą atomów bądź cząsteczek substancji, a NA jest liczbą (stałą) Avogadra.

## Pojęcia pochodne
- Stężenia
  - stężenie molowe: liczba moli substancji jaką zawiera 1 dm³ roztworu
  - stężenie molalne: liczba moli substancji przypadająca na 1 kg rozpuszczalnika
  - ułamek molowy: stosunek liczby moli substancji do sumy liczby moli wszystkich składników
- Inne
  - masa molowa: masa jednego mola substancji
  - objętość molowa: objętość, jaką zajmuje jeden mol substancji